# Карпинець Іван Іванович

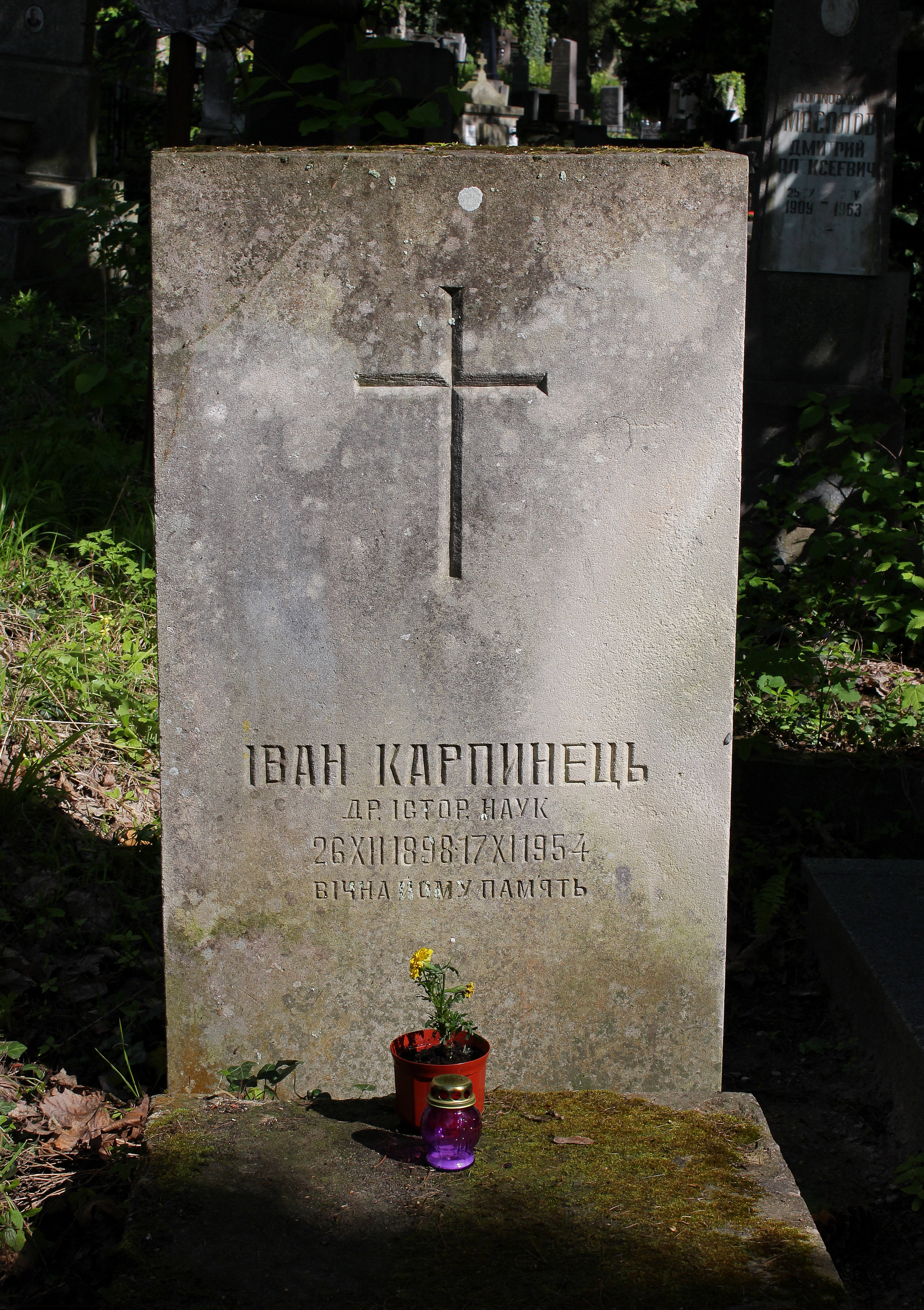

Іван Іва́нович Карпине́ць (26 грудня 1898, Рудки, Львівщина — 17 листопада 1954) — український історик і музеєзнавець, член НТШ. Доктор філософії (1932 р.). Батько художниці Ірини Карпинець.

## Життєпис
Гімназійну освіту здобув у Перемишлі.
В листопаді 1918 р. був одним з ініціаторів і організаторів встановлення української влади в Рудках. Згодом брав участь у створенні українських військових формувань: І групи («Гофмана» або «Рудки»), 8 самбірської бригади. Під час українсько-польської війни служив писарем в І курені 8 бригади УГА, брав участь в усіх бойових операціях, в тому числі проти Червоної Армії на Правобережжі, в Києві.
Після повернення з польського полону навчався у Львівському таємному університеті (1921—1923), 1923—1928 рр. — на філософському факультеті Львівського університету. З 1932 р. — учитель української та німецької мов у приватних школах Львова. В цьому ж році отримав ступінь доктора філософії. Секретар Історично-музейної секції товариства «Молода громада» у Львові (1935).
З 1936 р. працював у бібліотеці НТШ, де упорядковував архів УГА ЗОУНР і брав участь в організації відділу Історично-воєнних пам'яток при музеї НТШ.
1937—1939 рр. — кустош (хранитель фондів) цього Музею. Згодом — учитель семінарії для дошкілля, інспектор Комісії з охорони пам'яток історії та культури при Тимчасовому управлінні Львівської області.
З 1940 р. — науковий співробітник Львівського відділення Інституту історії України АН УРСР. З 1942 р. працював кустошем Державного архіву м. Львова. Описував документи реєстратури Львівського воєводства та документи Галицького намісництва. Більше упорядковував документи економічного характеру, описував періодику радянського періоду та документи будівельного управління Львівської області, документи архіву митрополита А. Шептицького, Стрийського магістрату.
З 1943 р. виконував обов'язки бухгалтера Державного архіву м. Львова.
Після війни знову працював у Львівському відділені Інституту історії України АН УРСР, а 1946 р., після закриття відділу, переведений разом з М. Возняком, І. Крип'якевичем, В. Огоновським до Києва, де захворів, і 1947 р. був звільнений з інституту.
З 1948 р. — викладач німецької мови у Львівському зооветеринарному, з 1950 р. і до смерті — у Львівському торгово-економічному інституті.
Помер 17 листопада 1954 року. Похований на Личаківському цвинтарі, поле № 13.

## Доробок
Іван Карпинець як науковець досліджував економічну та військову історію Галичини. Автор праць з історії міст і промисловості Галичини під владою Австрії (1772—1914 рр.) та військової історії західноукраїнських земель 1914—1920 рр.
Опублікував дослідження:
- «Кількість міських поселень колишньої Галичини та їх поділ на міста і містечка» (1932 р.),
- «Галицькі залізні гути та їх продукція в 1772—1848 рр.» (1937 р.),
- «Історія 8-ї Галицької бригади» (1932—1935 рр.),
- «1-й курінь 8-ї бригади УГА» (1931 р.),
- «Панцирний поїзд, ч.2» (1936 р.).

Зберігаються в рукописах: «Проблема міст Галичини», «Белз і Белжчина під Австрією» (1772—1918 рр.), «Чортківська офензива» (1919 р.), «Український народ Австро-Угорщини в часи Першої світової війни» та інші.